# Promachus bomensis
Promachus bomensis är en tvåvingeart som beskrevs av Charles Howard Curran 1927. Promachus bomensis ingår i släktet Promachus och familjen rovflugor.
Artens utbredningsområde är Kongo. Inga underarter finns listade i Catalogue of Life.